# Potrero de Tenayac
Potrero de Tenayac är en ort i kommunen Temascaltepec i delstaten Mexiko i Mexiko. Jämfört med övriga samhällen i Temascaltepec är Telpintla belägen på lågland och mycket nära gruvan Mina Tizapa.